# 杭州永华汽车行
杭州永华汽车行是民国时期杭州的一家民营汽车公司。以经营公共汽车业务为主，兼营出租小客车业务。其营办的湖滨至灵隐公共汽车路线为杭州公交史上第一条公共汽车路线。

## 历史沿革
民国11年（1922年）。 永华汽车公司创立，为市内公共交通之始；是年冬，首次开通湖滨至灵隐公交线，在洪春桥附近建造杭州首座公交车停车场。
北伐军南下时，永华汽车公司协助国民革命军，致车辆遭军阀掳劫无遗，至民国16 年(1927 ) 重行增资，再行恢复通车。
民国21年( 1932 ) ，永华公司出资灌浇新市场至灵隐的柏油马路，并改组为股份有限公司，呈请实业部注册。实业部体念永华公司北伐时损失惨重，准予专利20年，藉资鼓励。
民国26年( 1937 ) ，抗战爆发，永华公司车辆被征军用，全部员工随同政府后移，辗转皖、赣、湘、桂、川、滇等地。
民国34年（1945）抗战胜利，永华公司经理潘宝泉由渝返杭，召集星散职工积极恢复通车，经主管部门及各界人士的协助，得于民国35年(1946)元旦在艰难困苦之中，恢复通车。惟战前一切设备均被敌伪劫掠一空，当时车辆设备十分简陋。公司经一年余积极整顿，将简陋设备逐渐淘汰，改换新型客车行驶，设备渐趋完善。
1953年8月1日，永华汽车公司被杭州市公共交通公司合并，此后杭州市的常规公共交通由杭州市公共交通公司统一经营。

## 经营线路
在湖滨至灵隐路线中，沿途设昭庆寺、中山公园、岳坟、玉泉、洪春桥等停靠站，长7.4公里；公共汽车票价分为特等、普通两种。湖滨至灵隐，特等〈小客车〉小洋5角，普通(10余座客车)小洋3 角。初有小客车7辆，可乘10 余人的客车1辆。